# Jack White (zenész)
Jack White (Detroit, Michigan, 1975. július 9. –) többszörös Grammy-díjas zenész, zenei producer.

## Élete
Született John Anthony Gillis néven. Jack a michigan-i Detroitban látta meg a napvilágot 1975. július 9-én.
A White Stripes duó énekes/gitárosaként vált ismertté.

## Korai évek
Teresa és Gorman Gills 10. és egyben legfiatalabb gyermeke. 5 évesen (1980) dobolni tanult és a klasszikus zene fanatikusa lett. Idősebb korában aztán megragadta a blues és az 1960-as évek rockzenéje. Ezek motiválták mostani zenei tevékenységét is. Jack így vall életéről: "A wisconsini szemináriumba akartam menni, hogy aztán pap legyek, de az utolsó pillanatban az állami iskola mellett döntöttem.", "Kaptam a szobámba egy új erősítőt, innentől kezdve minden ment ahogy kell."

## Karrierje
Az 1990-es években dobosként kezdte egy detroit-i punkbandában (Goober and the Peas). Egy késő esti jammelésen ragadott gitárt, azóta azon zenél. Ezután több zenekarban is játszott, például a Two-Star Tabernacle-ben, amelyben ő és Dan Miller egyaránt énekes-gitárosok voltak. A zenekar feloszlása után Jack megalapította a White Stripest, Dan Miller pedig feleségével, Tracee Millerrel a Blanche nevű zenekart (amelyben egyébként a Raconteursből és a Dead Weatherből ismert Jack Lawrence is játszott). A Two-Star Tabernacle-dalokon a White Stripes és a Blanche "megosztozott", ilyen dalok például a Hotel Yorba, a The Union Forever, a Now Mary, a The Same Boy You've Always Known (melyek a White Stripes White Blood Cells című albumára kerültek), a Garbage Picker, a So Long Cruel World (melyek a Blanche If We Can't Trust The Doctors című albumán hallhatók), vagy a Who's To Say című dal, melyet a White Stripes és a Blanche egyaránt felvett. A Hotel Yorba videóklipjében pedig Dan Miller, mint pap jelenik meg, amint összeesketi Jacket feleségével, Tracee Millerrel.
1994-ben találkozott Meg White-tal akivel aztán 1996-ban összeházasodtak. Szokatlan módon Jack vette fel Meg vezetéknevét. 1997-ben kezdtek el együtt zenélni. A detroit-i underground életben hamar hírnevet szereztek. Első albumukat, The White Stripes címen 1999-ben adták ki. Ezt 2000-ben a De Stijl követte. Ekkorra Amerika-szerte ismertté váltak. Aztán lassacskán nemzetközivé nőtték ki magukat. 2001-ben egy brit DJ leadta számukat saját adásában. A garázsos hangzás megnyerte a briteket és harmadik lemezük a White Blood Cells már itt is kedvenc volt az aktuális indie zenekarok például The Strokes mellett. 2003-ra már az egyik legnépszerűbb amerikai rockbanda volt a WS és 4. albumuk az Elephant Grammy-díjat nyert. Ezen az albumon található leghíresebb számuk, a Seven Nation Army, melyet számos zenekar dolgozott fel. 2003-ban Jack a Rolling Stone magazin 100-as listáján a 17. legjobb gitárosként szerepel. A 2005-ös ötödik, Get Behind Me Satan című albumon Jack kissé hanyagolja a gitárt, több figyelmet szentel a zongorára, a marimbára, több az akusztikus téma. A lemez a Billboard lista 3. helyéig jutott.
2007-ben rögzítették 6. albumukat Icky Thump címmel. Július közepén turnéra indultak, ám szeptemberben Meg betegsége miatt le kellett mondani az összes fellépést.
Jack-nek van néhány szóló projektje is. Ezek közül legfontosabb talán a The Racounteurs nevű formáció, melyben a The Greenhornes nevű csapat basszusgitárosával, Little Jack Lawrence-szel és dobosával, Patrick Keeler-rel, illetve Brendan Benson-nal, az elismert szóló előadóval zenél. Jack emellett jó néhány lemezen közreműködik vendégzenészként.
2009-ben megalakult a The Dead Weather nevű zenekar, melynek tagjai Jack White (dob/ének), a The Killsből ismert Allison Mosshart (ének), a korábban már említett Jack Lawrence (basszusgitár) és Dean Fertita, akivel a Queens Of The Stone Age és a Waxwings zenekarokban találkozhattunk, de a Raconteurs-szel is turnézott (gitár/billentyűs). A zenekar eddig két lemezt adott ki, Horehound (2009) és Sea Of Cowards (2010) címen.
Jack még 2001-ben, Detroitban megalapította Third Man Records névre hallgató lemezkiadó cégét, mely azonban csak 2009-ben "öltött testet". Ekkor nyílt meg Nashville-ben a Third Man Records produkciós iroda, lemezbolt, koncerthelyiség és stúdió. A megnyitón játszott először a Dead Weather 150 meghívott vendég előtt. Jack White összes zenekarának összes albuma megjelent a kiadó gondozásában, de más előadók kislemezeit is kiadják, köztük vannak olyanok, akik Jack White felfedezettjei (például felesége, Karen Elson), illetve "idősebb" zenészek is (például a Dex Romweber Duo). A kiadó érdekessége, hogy leginkább bakelitlemezen ad ki albumokat. Emellett persze CD-n és az interneten is megvásárolhatóak a zenék, de a legfontosabb mégis a bakelit, melyekből egészen egyedülálló (háromszínű, sötétben világító) megoldások is születtek. (A bakelitre az a magyarázat, hogy Jack White nem igazán híve a digitális technológiának, a régi analóg dolgok közelebb állnak a szívéhez.)
Szintén 2009-ben a torontói filmfesztiválon bemutatták az Under Great White Northern Lights című dokumentumfilmet, amely a White Stripes 2007-es kanadai turnéját örökítette meg. 
2010-ben Jack White többször is nyilatkozta, hogy minden esély megvan rá, hogy Meggel ismét stúdióba vonuljanak, és készítsenek egy hetedik White Stripes albumot. 
2011. február 2-án a zenekar mégis bejelentette feloszlását hivatalos weboldalán, egy búcsúlevél formájában. A levélben leszögezték, hogy a feloszlás oka nem nézeteltérés, vagy egészségi ok, inkább az, hogy megőrizzék, ami szép és különleges a zenekarban. Ezen kívül azt is írták, hogy a Third Man Records gondozásában eddig nem hallott anyagok fognak megjelenni.
Jack több filmben is szerepelt. 2003-ban a Hideghegy című filmben Georgia szerepében láthattuk. Szintén 2003-ban Jack és Meg mindketten szerepeltek Jim Jarmusch Kávé és cigaretta című filmjében. 2009-ben Davis Guggenheim rendezőnek az az ötlete támadt, hogy leülteti Jack White-ot, The Edge-et (a U2 gitárosát) és Jimmy Page-et (a Led Zeppelin gitárosát) hogy beszélgessenek a gitározásról, valamint a zenéről általában és zenéljenek is együtt egy kicsit. Közben mind a három zenekar (a White Stripes, a U2 és a Led Zeppelin) történetét is nyomon követhetjük, sőt Jack egy jelenetben megismerteti a zenével kilencéves önmagát. Jack feltűnik még más zenekarokról (The Rolling Stones, Flaming Lips) készített dokumentumfilmekben.